# Železniční trať Brezičani–Ljubija

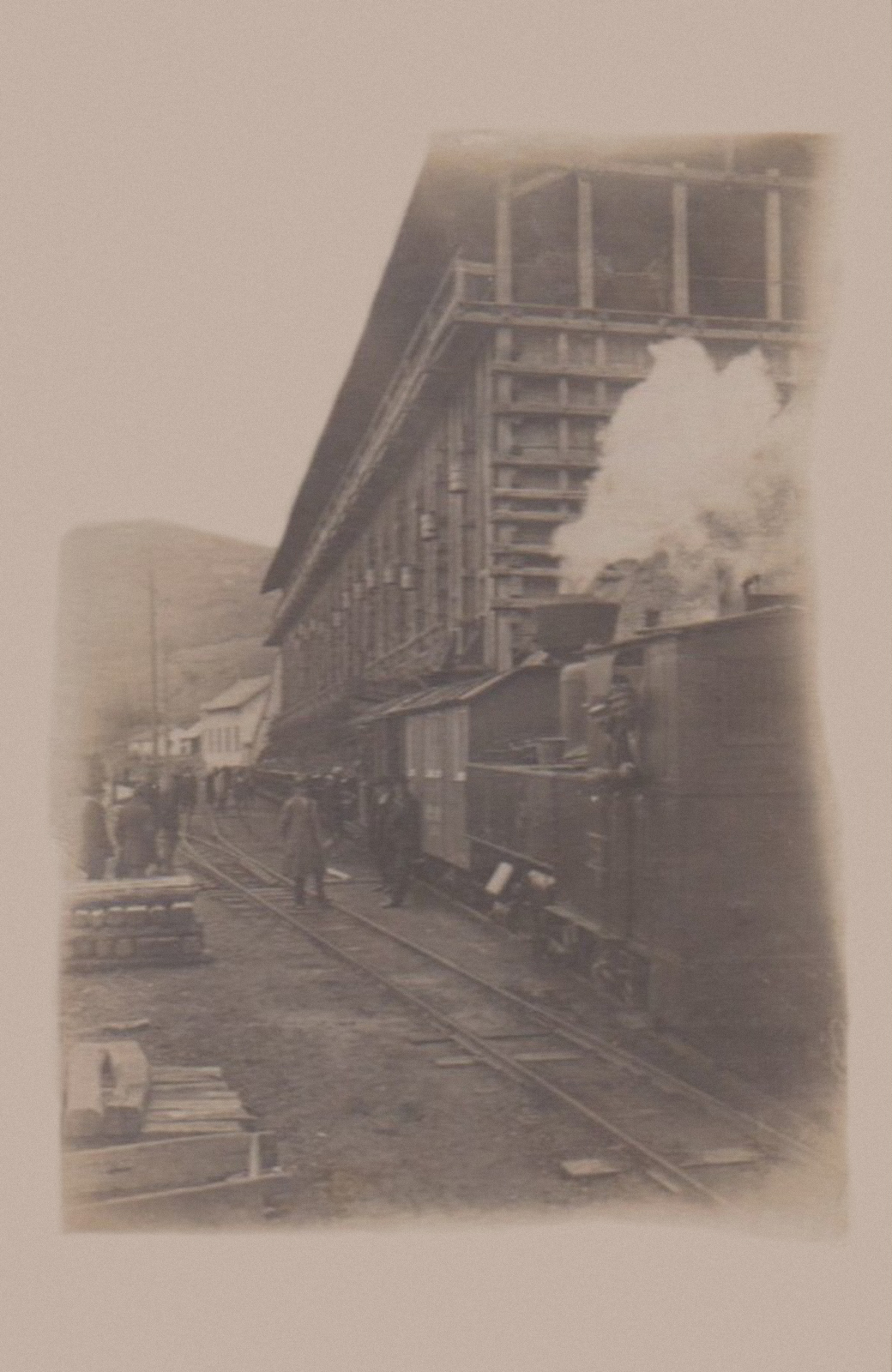
Vlak úzkorozchodné železnice v dole Ljubija v roce 1938.

Železniční trať Brezičani–Ljubija (bosensky Željeznička pruga Brezičani–Ljubija) je jednokolejná neelektrifikovaná železniční trať, která se nachází v severozápadní části Bosny a Hercegoviny. Slouží především pro nákladní dopravu. Dlouhá je 16,5 km, její číselné označení je 16.2.
Trať je v celé své délce vedena údolím potoka Ljubija od stejnojmenné obce přes vesnice Donja Ljubija, Ljeskare a Bišćani. Před vesnicí Brežićani, kde se napojuje na trať Banja Luka–Novi Grad, překonává řeku Sanu po ocelovém mostě.

## Historie
Trať byla vybudována již v roce 1873 v souvislosti s rozvojem dolu na železnou rudu u obec Ljubija jako úzkorozchodná. Směřovala do nedalekého města Prijedor. Modernizace trati se uskutečnila v rámci první jugoslávské pětiletky. V roce 1947 byla trať přebudována na standardní rozchod 1435 mm a přemístěna na současné těleso. Stavební práce prováděla mládež v rámci dobrovolnických brigád (ORA). Po této trati se z dolu Ljubija před roztržkou mezi Titem a Stalinem vyvážela ruda do východního bloku, včetně Československa. Pro domácí výrobu měla význam pro dopravu rudy do ocelárny v Zenici.
Po válce v Bosně a Hercegovině produkce rudy poklesla a význam trati upadl. V druhé dekádě 21. století byla trať v zanedbaném stavu a zarostlá křovím.